# Rejon piestrieczyński
Rejon piestrieczyński (ros. Пестречинский район, tatar. Питрәч районы) - rejon w należącej do Rosji autonomicznej republice Tatarstanu.
Rejon leży w północno-wschodniej części kraju i ma powierzchnię 1352,4 km²; zamieszkuje go 34 294 osób (2018).
Ośrodkiem administracyjnym rejonu jest wieś Piestriecy (ros. Пестрецы; tatar. Pitrəç, Питрәч). Na terenie tej jednostki podziału terytorialnego znajduje się 75 wsi.
Rejon powstał 10 sierpnia 1930 r. W czasach Rosji carskiej w pierwszych latach po rewolucji październikowej obszar ten stanowił część ujezdów łaiszewskiego i kazańskiego guberni kazańskiej (do 1920). Potem wszedł w skład kantonów arskiego i kazańskiego (1920-1927), a następnie kantonu arskiego (1927-1930) w obrębie Tatarskiej Autonomicznej Socjalistycznej Republiki Radzieckiej.